# John Damski
John Damski (ur. 11 października 1914, zm. 2 stycznia 2000) – polski „Sprawiedliwy wśród Narodów Świata”.

## Życiorys

### Młodzieńcze lata
W 1919 r. przybył na ziemie polskie. Wraz z rodziną wychowywał się bowiem na ziemiach niemieckich. Z czasem odkrył swoje powołanie. Był sportowcem, piłkarzem i lekkoatletą. Aktywnie uczestniczył w przygotowaniach do wzięcia udziału w Igrzyskach Olimpijskich w Berlinie w 1936 r. jako piłkarz. Ostatecznie w nich nie wystąpił.

### II wojna światowa
W trakcie II wojny światowej wziął udział w kampanii polskiej. Znalazł się w obozie jenieckim. Po ucieczce przeniósł się do Gdyni, gdzie podjął pracę w fabryce energii i wody, skąd został później przymusowo wydalony za to, że nie był Niemcem. Później zamieszkał w Zamościu nieopodal rodziny Rozenów, którzy byli Żydami. Pracował jako elektryk. Zdobył dla ich córki Sary fałszywe dokumenty i pomógł jej przedostać się do Warszawy. Ułatwieniem dla niego była znajomość języka niemieckiego, wychował się bowiem w Niemczech. Pod nową tożsamością Sara Rozen zamieszkała w Częstochowie, gdzie znalazła pracę. Z czasem, ponownie za pomocą Damskiego, dołączyła do niej matka Sary, Helena, również wyposażona w „aryjskie” papiery, które Damski dla niej zdobył. Po 1943 r. Damski poślubił Sarę, która wówczas przebywała już wówczas w Warszawie ukrywając się przed Niemcami. Następnie przetransportował dziewczynę do swojej rodziny we wsi Zalesie pod Warszawą, gdzie doczekała wyzwolenia w styczniu 1945 r. Damski pomagał także Stanisławowi Rozenowi, ojcu Sary, który po wybuchu Powstania Warszawskiego musiał opuścić swoją kryjówkę w Warszawie. Mimo że jako członek konspiracji znajdował się na liście osób poszukiwanych przez Gestapo, Damski nadal opiekował się Rozenami, nie oczekując niczego w zamian. Po wojnie Damski wraz z żoną i teściami wyemigrowali do Stanów Zjednoczonych.
John Damski jest pochowany na Forest Lawn Memorial Park.
W United States Holocaust Memorial Museum znajduje się relacja złożona przez Johna Damskiego.
24 marca 1988 r. Instytut Jad Waszem uhonorował Johna Damskiego medalem „Sprawiedliwy wśród Narodów Świata”.